# Al Green
Pour les articles homonymes, voir Green et Al Green (homme politique).
Albert Leornes Greene dit Al Green, né le 13 avril 1946 à Forrest City (Arkansas), est un auteur, compositeur, producteur et chanteur soul, et un pasteur chrétien  évangélique pentecôtiste américain. Bercé par les pionniers du genre (Ray Charles, Sam Cooke, Solomon Burke), il en fut l'un des plus célèbres représentants durant les années 1970.

## Biographie

### Premiers pas
Greene est né le 13 avril 1946 dans l'Arkansas, d'un père métayer. Il est le sixième des dix enfants qu'auront ses parents de condition modeste. Il commence à chanter à l'âge de neuf ans dans un quartet de gospel de Forrest City que lui et ses trois frères avaient fondé, les Greene Brothers. Ils partent en tournée dans le sud-est des États-Unis au milieu des années 1950 jusqu'à ce que la famille déménage à Grand Rapids dans le Michigan. Ils chantent alors dans le Michigan et dans la partie nord des États-Unis (Chicago). Son père le sort du groupe après l'avoir surpris en train d'écouter Jackie Wilson.
Adolescent, Al Green forme un groupe appelé Al Greene & the Creations avec des amis du lycée. Deux d'entre eux, Curtis Rogers et Palmer James, créent un label indépendant appelé Hot Line Music Journal. Le groupe, bientôt rebaptisé Al Greene and the Soul Mates, enregistre un single pour le jeune label, faisant de Back up train (1967) le premier succès du jeune prodige (cinquième des ventes R&B). Alors que le succès des Soul Mates s'essouffle, Greene rencontre Willie Mitchell, numéro deux de Hi Records à Memphis. Le musicien l'embauche comme chanteur pour son groupe lors d'un spectacle au Texas et, par la suite, fait signer Greene en solo. Sa carrière solo est lancée pour atteindre son apogée avant de connaître un brusque changement au cours des années 1970. Il faudra attendre 2003 pour voir son retour sur la scène internationale dans un registre soul & funk qui fera danser de nombreux fans.

### Un succès progressif

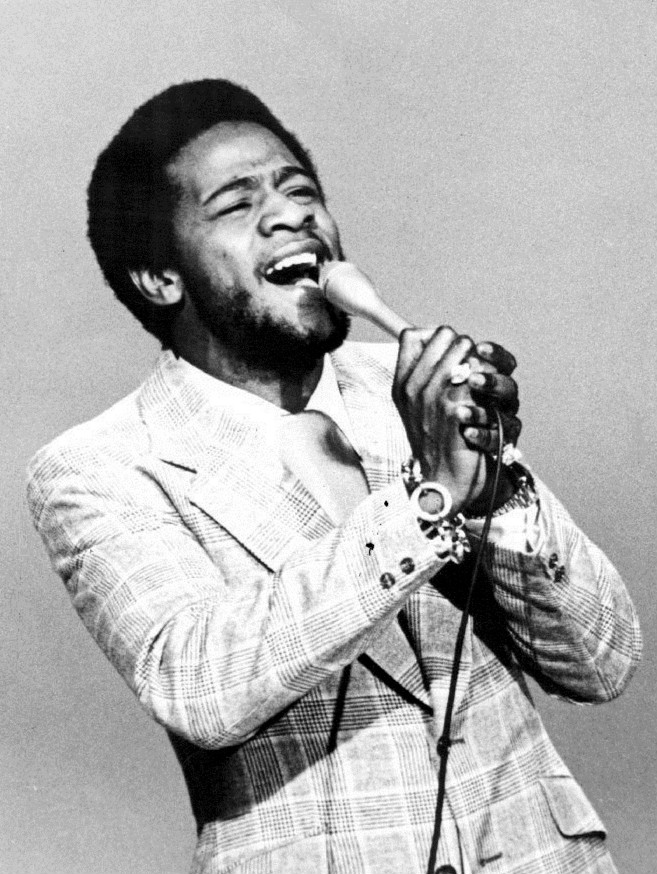
Al Green en 1973

Engagé au début des années 1970 chez Hi Records, Al Green (qui a ôté un "e" à son nom de ville) enregistre Green is Blues (1971), un tout premier album produit par Mitchell. Si l'album reçoit un succès mitigé, aucun des titres ne parvenant à se classer dans le Top R&B, Green is Blues pose les bases de l'œuvre Green : valorisation de la basse, nombreux vents, primauté de la voix du chanteur. Celle-ci, particulière, ne décolle réellement qu'avec la reprise du tube des Beatles I Wanna hold your Hand ; Tomorrow's dream et Get back baby révèlent clairement, en outre, le potentiel musical du jeune chanteur.
Si la recette ne change pas véritablement, l'accueil que le public fait à son deuxième album lance la carrière d'Al Green. Sur Al Green Gets Next to You (1971) apparaissent en effet ses premiers tubes, bien servis par une voix que le chanteur maîtrise mieux désormais. You Say It, Right Now Right Now, I Can’t Get Next to You et Tired of Being Alone sont bientôt remplacés dans les charts R&B et Pop par les extraits du troisième album de Green, Let's Stay Together (1972). La machine commerciale est bien lancée et se poursuivra jusqu'en 1975, le sommet étant atteint avec You Ought to Be with Me, du 4e et probablement meilleur album du chanteur, I'm Still in Love with You (décembre 1972) (la concurrence avec Call Me, sorti quelques mois plus tard, fait certes rage en 1973).
Ainsi se succèdent les titres qui font d'Al Green, au début de la décennie 1970, un des représentants les plus emblématiques de la musique soul. La voix maîtrisée, la basse a quelque peu laissé place à la première guitare et au clavier, donnant souvent aux singles une efficacité imparable : Let's Stay Together (premier des ventes R&B et Pop), Look What You Done for Me, I’m Still in Love With You, Call Me (Come Back Home), Here I Am (Come and Take Me), Sha La La (Make Me Happy), L-O-V-E (Love).

### Le tournant gospel
C'est ainsi bien au sommet de sa carrière qu'Al Green voit son destin frappé par le malheur : le 18 octobre 1974, Mary Woodson, sa petite amie de l'époque, l'agressa en versant de la pâte de maïs bouillante sur lui alors qu'il s'apprêtait à se doucher. Brûlé gravement, criant de douleur, il entend son agresseuse prendre la fuite et se donner la mort dans la chambre voisine. Profondément choqué, Green voit dans le drame un signe divin et décide d'agir en conséquence. En 1976, il est ordonné pasteur chrétien  évangélique à l'église pentecôtiste du Full Gospel Tabernacle de Memphis.
La révolution de l'homme transparait peu à peu dans l'œuvre de l'artiste, les LPs Full of fire et Have a Good Time témoignant d'une certaine gravité jusque-là absente du repertoire musical de Green. Le chanteur ne classe guère plus ses singles dans les charts Pop, et sa relation avec Mitchell se détériore, amenant le duo à rompre leur travail commun en 1976. Green monte son label, American Music, et produit seul The Belle Album (1977), sa dernière œuvre soul saluée et reconnue.
Victime d'un nouvel accident, cette fois sur scène (1979), Green décide radicalement de mettre un terme définitif à sa carrière R&B. Raréfiant ses apparitions, désormais réservées aux offices religieux, il multiplie les projets gospel (pour lesquels il remportera un total de 8 Grammy). En 1984, Robert Mugge lui rend hommage en réalisant Gospel according to Al Green, un documentaire incluant des interviews du chanteur et des extraits d'offices en son église.

### Retour à la musique séculière
Après avoir passé quelques années à ne chanter que du gospel, Al Green renoue avec ses origines musicales. Entre des albums plus orientés R&B, donc, il enregistre un duo avec Annie Lennox, Put a little love in your heart (1988) ; En 1994, son duo avec le chanteur de country Lyle Lovett mélangea country et R&B, lui faisant gagner un neuvième Grammy, cette fois dans la catégorie pop music. Son album Your heart's in good hands (1995), reçoit de bonnes critiques mais ne convainc pas le public ; il entre au Rock and Roll Hall of Fame la même année. Son morceau Let's Stay Together fait partie de la bande originale du film Pulp Fiction de Quentin Tarantino, film culte qui relance la soul et la funk des années 1970 (ainsi que la Surf Music des années 1960).
En 2000, il publia Take me to the river (Amène-moi à la rivière), un livre retraçant sa carrière. Il reçut un Grammy pour l'ensemble de son œuvre en 2002. En 2003 il sort un album non religieux I can't stop, la première collaboration avec Willie Mitchell depuis l'album de 1985 He is the light. Puis en mars 2005 sort Everything's ok, la suite de I can't stop.

## Récompenses
En 2024, au cours de sa carrière, il a reçu 11 Grammy Awards .

## Discographie

### Albums
|                                                                 | Meilleur classement USA | Meilleur classement GB |
| --------------------------------------------------------------- | ----------------------- | ---------------------- |
| Back up train (1967)                                            |                         |                        |
| Green is Blues (1969)                                           | 19                      |                        |
| Al Green gets next to you (1971)                                | 58                      |                        |
| Let's Stay Together (1972)                                      | 8                       |                        |
| I'm still in love with you (1972)                               | 4                       |                        |
| Call me (1973)                                                  | 10                      |                        |
| Livin' for you (1973)                                           | 24                      |                        |
| Al Green explores your mind (1974)                              | 15                      |                        |
| Al Green is love (1975)                                         | 28                      |                        |
| Al Green's greatest hits (1975)                                 | 17                      | 18                     |
| Full of fire (1976)                                             | 59                      |                        |
| Have a good time (1976)                                         | 93                      |                        |
| The belle album (1977)                                          | 103                     |                        |
| Al Green's greatest hits (1977), Vol. 2                         | 134                     |                        |
| Truth n' time (1978)                                            |                         |                        |
| The lord will make a way (1980)                                 |                         |                        |
| Higher plane (1981)                                             |                         |                        |
| Tokyo live (1981)                                               |                         |                        |
| Precious lord (1982)                                            |                         |                        |
| I'll rise again (1983)                                          |                         |                        |
| The Christmas Album (1983)                                      |                         |                        |
| Trust in God (1984)                                             |                         |                        |
| He is the light (1985)                                          |                         |                        |
| White Christmas (1986)                                          |                         |                        |
| Soul survivor (1987)                                            | 131                     |                        |
| Hi life - The best of Al Green (1988)                           | 34                      |                        |
| I get joy (1989)                                                |                         |                        |
| Love is reality (1992)                                          |                         |                        |
| Gospel soul (1993)                                              |                         |                        |
| Your heart's in good hands (1995)                               |                         |                        |
| Don't look back (1997)                                          |                         |                        |
| Take me to the river (compilation) (2000)                       | 186                     |                        |
| Feels like Christmas (2001)                                     |                         |                        |
| Love - The essential Al Green (2002)                            | 18                      |                        |
| I can't stop (2003)                                             | 53                      |                        |
| The love songs collection (compilation) (2003)                  | 91                      |                        |
| Everything's OK (2005)                                          |                         |                        |
| Lay It Down (2008)                                              |                         |                        |
| How Can You Mend A Broken Heart ? (compilation reprises) (2008) |                         |                        |

### Singles
|                                                                                       | Meilleur classement USA | Meilleur classement GB |
| ------------------------------------------------------------------------------------- | ----------------------- | ---------------------- |
| "Tired of being alone" (1971)                                                         | 11                      | 4                      |
| « Let's Stay Together » (1972)                                                        | 1                       | 7                      |
| "I'm still in love with you" (1972)                                                   | 3                       | 35                     |
| "Look what you done for me" (1972)                                                    | 4                       | 33                     |
| "You ought to be with me" (1972)                                                      | 3                       |                        |
| "Call me (Come back home)" (1973)                                                     | 10                      |                        |
| "Here I am (Come and take me)" (1973)                                                 | 10                      |                        |
| "Sha-la-la (Make me happy)" (1974)                                                    | 7                       | 20                     |
| "Let's get married" (1974)                                                            | 32                      |                        |
| "Livin' for you" (1974)                                                               | 19                      |                        |
| "L-O-V-E (Love)" (1975)                                                               | 13                      | 24                     |
| "Full of fire" (1975)                                                                 | 28                      |                        |
| "Keep me cryin'" (1977)                                                               | 37                      |                        |
| "Put a little love in your heart" (avec Annie Lennox) (1988)                          | 9                       | 28                     |
| "The message is love" (Arthur Baker and The Backbeat Disciples feat. Al Green) (1989) | 38                      |                        |
| "Love is a beautiful thing" (1993)                                                    | 56                      |                        |

## Dans les médias
- Here I am apparaît dans un épisode de Desperate Housewives ainsi que dans la bande originale du film H2G2 : Le Guide du voyageur galactique.
- How can you mend a broken heart apparaît dans les films Coup de foudre à Notting Hill, Virgin Suicides et Le Livre d'Eli, ainsi que dans des épisodes d'Ally McBeal, et au générique de fin d'un épisode de Grace et Frankie.
- Let's Stay Together apparaît dans les films Pulp Fiction, Munich et Fièvre à Columbus University. En janvier 2012, lors d'un meeting à l'Apollo Theater de New York réunissant des grands donateurs de sa campagne, le président américain Barack Obama a chanté les premières paroles de la chanson en hommage à Al Green, présent dans la salle, afin de lui « montrer son affection ».
- Love and Happiness apparait dans les films Love and Basketball et Menace II Society, ainsi que dans un épisode de la série Dr House et à la fin du sixième épisode de la première saison de la série New York 911, ainsi que dans un épisode de la série Fringe.
- Tired of being alone (live soul train) apparait dans le film Génération sacrifiée, ainsi  qu'à la fin de l'épisode 1 de la saison 4 de la série Nip/Tuck.
- Simply Beautiful apparaît dans un épisode de la série Scandal.